# 鄭珉中

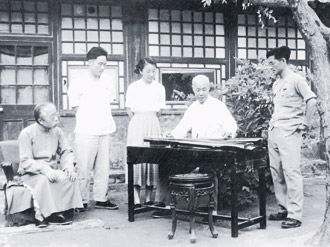
鄭珉中（左二）和溥雪齋（左起）、王迪、許健（右一）等人在北京古琴研究會四合院裡聽汪孟舒彈琴

鄭珉中（1923年—2019年6月15日），字从易，晚号南郭琴叟，男，汉族，北京人，中国古琴理論家、文物鑒定員，北京故宮博物院研究员，曾任北京古琴研究会副会长，是第二批國家級非物質文化遺產古琴項目代表性傳承人。

## 生平
鄭珉中於民國十二年（1923年）生于北京，祖籍為福州闽侯，寄籍為四川华阳。青少年時期在家中接受私塾教育，曾临习汉魏碑帖，一度向林彦博、汪霭士學習中國畫。
古琴起初師從諸城派王杏东；後隨九嶷派李浴星學習〈良宵引〉、〈歸去來辭〉、〈平沙落雁〉、〈流水〉等曲。1940年由李浴星介紹給管平湖做弟子，管平湖要求其三個月不彈琴，只聽管平湖彈琴和上課，之後依口傳心授之法習琴約四年，共二十多曲。1947年開始師從溥雪齋學習畫山水、蘭花。解放前曾加入溥雪齋、張伯駒和王世襄等人組織的「北平琴學社」。後為北京古琴研究會成員，曾參與1981年的音樂會，1985年成為副會長。
鄭珉中除了彈琴，也跟隨管平湖學習鑑定和修復古琴，曾修復一床溥雪齋借來的明末「幽澗泉」，溥雪齋、查阜西、管平湖都曾用此琴錄音，可惜此琴現今下落不明。亦曾在管平湖的指導下修復汪孟舒的唐琴春雷。
1946年秋前往故宫博物院隨王世襄和朱家潛進行中国古代艺术品的陳列、研究工作。1952年後負責院文物陳列和陶瓷館、繪畫館的建館陳列工作。1953年、1961年將自己收藏的瓷器57件及印押20件捐給了故宮。1953年陳列部主任唐蘭給了他一點意見，從此專心於故宮業務，很少練琴。曾擔任故宮博物館陈列组、繪畫組等的組長，為故宮陳列佈局的設計人之一。
1970年代開始鑽研古琴鑑定，並提出使用「標準器」鑑定的方法，寫出第一篇關於唐琴鑑定的文章〈論唐琴的特點及其真偽問題〉，後來因此成為古琴鑑定的權威。1983年由陳列部調至研究室，開始書寫大量鑑定古琴、書畫和古硯的論文。由於鑑定古琴及古代藝術品的經驗豐富，常有慕名而來者。曾與王世襄為中國藝術研究院音樂研究所至臺灣舉辦古琴展。
常參加古琴雅集、演出等相關活動。例如：第二、三次「全國古琴打譜經驗座談會」（1983、1985）；1994年的「中國古琴名琴名曲國際鑒賞會」；兩度至臺灣演出，彈奏〈良宵引〉、〈歸去來辭〉等曲。
溥雪齋為其岳父。

## 藝術風格
右手堅實有力，左手吟猱綽注穩健遒勁。其彈奏的〈良宵引〉、〈平沙落雁〉、〈流水〉、〈秋塞吟〉、〈岳陽三醉〉等曲人稱「管平湖琴韻猶存」。

## 社会兼职
曾任北京古琴研究會的副會長，国家文物鉴定委员会委员、中國博物館協會会员、中国书法家协会会员。

## 荣誉
享受国务院政府特殊津贴。

## 著作
- 《故宫古琴》（鄭珉中主編，故宮博物院編，北京市：紫禁城出版，2006）
- 《銘刻與雕塑》（故宮博物院藏文物珍品大系，鄭珉中、胡國強主編，上海市：上海科學技術，2008）
- 《璽印》（故宮博物院藏文物珍品大系，鄭珉中主編，上海市：上海科學技術，2008）
- 《文玩》（故宮博物院藏文物珍品大系，鄭珉中主編，上海市：上海科學技術，2009）
- 《故宫古琴圖典》（鄭珉中主編，故宮博物院編，北京市：紫禁城出版，2010）
- 《蠡測偶錄集：古琴研究及其他》（鄭珉中著，北京市：紫禁城出版，2010）

## 錄音
| 曲目       | 收錄專輯                    | 發行日期 | 發行公司 | 備註                                                      |
| ---------- | --------------------------- | -------- | -------- | --------------------------------------------------------- |
| 〈秋塞吟〉 | 《中國古琴名家名曲1：秋鴻》 | 1994     | 風潮音樂 | 1994年4月2日至3日錄製於北京「中國古琴名琴名曲國際鑒賞會」 |